# Charles White

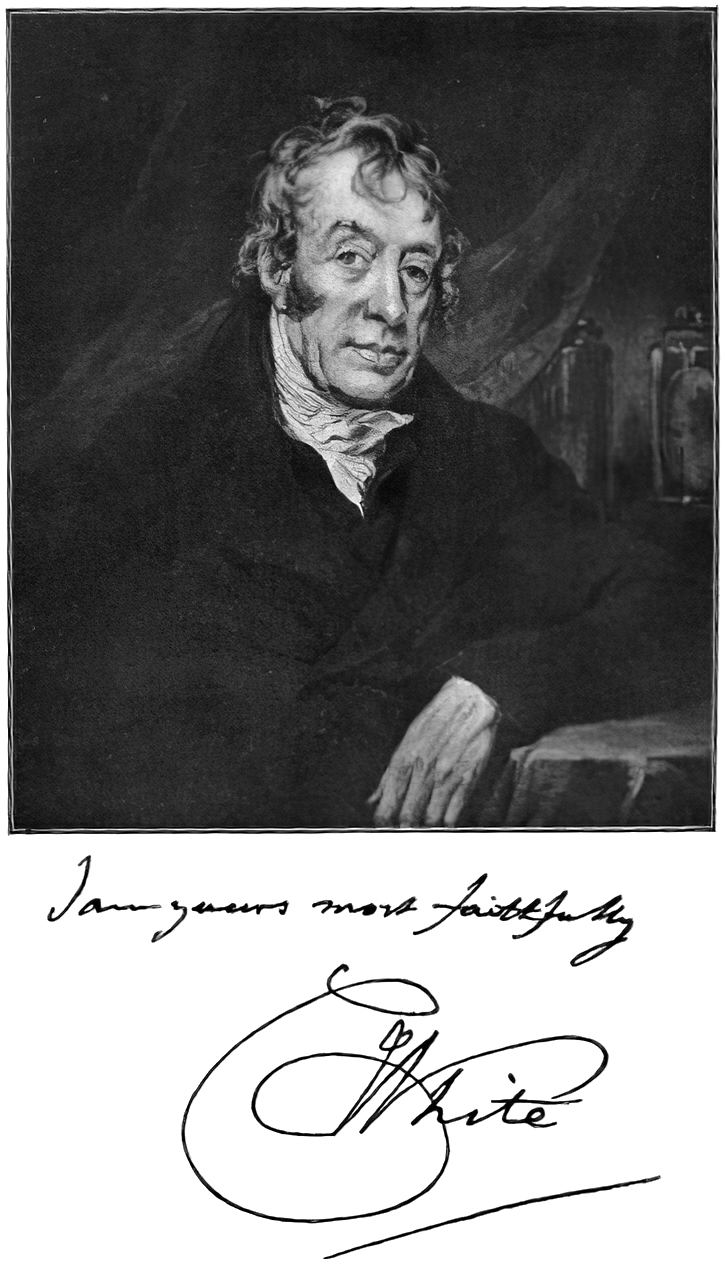
Charles White

Charles White FRS (4 de octubre de 1728 - 20 de febrero de 1813) fue un médico inglés cofundador del Manchester Royal Infirmary, con Joseph Bancroft, un industrial local. Fue un cirujano capaz e innovador, que también realizó significativas contribuciones en el campo de la obstetricia.
Mantuvo guardado en su casa en Sale, el cuerpo momificado de una de sus pacientes durante 55 años, probablemente, al menos en parte, porque ella tenía un miedo patológico a ser enterrada viva.

## Primeros años
Nació en Mánchester, Inglaterra, el 4 de octubre de 1728. Fue el único hijo de Thomas White, un cirujano y partero, y su esposa Rosamond. Después de ser educado por el reverendo Radcliffe Russell, se unió a la práctica de su padre como aprendiz, aproximadamente en 1742. Posteriormente estudió medicina en Londres con el obstetra William Hunter, para después completar sus estudios en Edimburgo y volver a trabajar junto a su padre como cirujano y partero.

## Carrera
A partir de los años 1750, White fue alcanzando un mayor reconocimiento como un cirujano capaz e innovador. En 1760 presentó una investigación ante la Royal Society, en la que describía su exitoso tratamiento para un brazo fracturado, reuniendo los extremos del hueso roto. En 1762 fue elegido Fellow de la Royal Society y presentó otra investigación sobre el empleo de compresas para detener el sangrado. Ese mismo año se convirtió en miembro del Real Colegio de Cirujanos de Inglaterra.
Además fue reconocido en el campo de la obstetricia. Su libro Treatise on the Management of Pregnant and Lying-in Women fue publicado en 1773, en él recomendaba que las mujeres diesen a luz naturalmente y que no se debía intervenir activamente hasta que los hombros del bebé hubieran sido expulsados. También recomendaba que las mujeres dejaran la cama lo antes posible después del parto y extremar la limpieza y la ventilación.
Defendió la polémica teoría de que "Todos los organismos están organizados en una cadena estática de ser, cambiando por medio de pequeñas gradaciones de plantas a animales y de estos a personas". Argumentaba que las razas "no blancas" eran inferiores y más cercanas a lo primitivo debido a su pigmentación y que las mujeres se parecían a estas razas, porque sus cuerpos revelaban áreas de pigmentación más oscura: "la aréola alrededor del pezón, el pubis y el borde del ano", lo que era más notable en las mujeres embarazadas.
En 1752 fue cofundador de la Manchester Royal Infirmary con el industrial local Joseph Bancroft y se desempeñó allí como cirujano honorario hasta 1790.

## Familia y vida posterior
Se casó en 1757 con Ana Bradshaw, cuyo padre había tenido un cargo público en el condado de Lancaster, tuvieron ocho hijos. En 1803 sufrió un ataque de oftalmitis, que condujo a su ceguera unos años más tarde. Murió el 20 de febrero de 1813 en su casa en Sale.

## La momia de Mánchester
Fue el médico de la familia Beswick y estaba presente en el entierro de John, cuando uno de los dolientes notó que los párpados de este se movían, justo cuando iban a cerrar su ataúd; White confirmó que John todavía estaba vivo. El supuesto cadáver recobró el conocimiento unos días más tarde y vivió durante muchos años.
El incidente causó que la hermana de John, Hanna Beswick, sufriera de miedo patológico a ser enterrada viva. Tras la muerte de Hanna en 1758, White la embalsamó, aunque se ha sugerido que las instrucciones de ella eran ser mantenida sin enterrar hasta que fuera obvio que estaba muerta. El cuerpo momificado fue conservado en una habitación de la casa del médico, donde fue almacenado en una vieja caja de reloj. Cuando él falleció en 1813, la momia fue donada al Museo de la Sociedad de Historia Natural de Mánchester, donde se dio a conocer como la momia de Mánchester o la momia de Birchin Bower. El cuerpo, que se exhibía en el vestíbulo, fue descrito por un visitante en 1844 como "uno de los objetos más notables del museo".
La momia fue transferida a la Universidad de Mánchester en 1867 y posteriormente con el permiso del Obispo, Hanna fue enterrada en una tumba no marcada en el Cementerio Harpurhey, el 22 de julio de 1868.

## Lectura adicional
- Cullingworth, Charles (1904), Charles White, F. R. S., Londres: Henry J. Glaisher.

- Esta obra contiene una traducción total derivada de «Charles White» de Wikipedia en inglés, publicada por sus editores bajo la Licencia de documentación libre de GNU y la Licencia Creative Commons Atribución-CompartirIgual 4.0 Internacional.

- Datos: Q2083433
- Multimedia: Charles White (physician) / Q2083433